# Scott Caan
Scott Caan (rođen 23. kolovoza 1976.) američki je glumac. Trenutno glumi detektiva Dannyja Williamsa u CBS-ovoj TV seriji Hawaii Five-0. Poznat je i po pojavljivanju u HBO-ovoj TV seriji Svita (eng. Entourage).

## Rani život
Caan je rođen u Los Angelesu, Kalifornija 23. kolovoza 1976. Roditelji su mu glumac James Caan i glumica te bivši model Sheila Marie Ryan. Ima stariju polusestru, Taru Caan, te tri mlađa polubrata, Alexandera Jamesa Caana, Jacoba Nicholasa Caana i Jamesa Arthura Caana.

## Karijera
Caan je bio dio tehničkog osoblja rap grupa Cypress Hill i House of Pain. Bio je i član hip-hop grupe The Whooliganz. Nakon što je upisao školu glume Playhouse West u Los Angelesu, Caan je započeo glumačku karijeru u kasnim devedesetima prošlog stoljeća, glumeći u raznim nezavisnim i niskobudžetnim filmovima. Prva uloga u velikom filmu bila je uloga Charlija Tweedera, teksaškog igrača američkog nogometa u filmu Varsity Blues iz 1999. godine. Nakon toga pojavio se u još nekoliko studijskih filmova, kao što su Vruća linija, Američki odmetnici, itd.
Caan se pojavio u filmskoj trilogiji Oceanovih jedanaest, Oceanovih dvanaest i Oceanovih trinaest. U 2005. pojavio se u filmu Opasno plavetnilo, zajedno s glumcem Paulom Walkerom. U 2006. godina napisao je i režirao film The Dog Problem u kojem se pojavio kao jedan od sporednih likova. U nekoliko navrata pojavio se u HBO-ovoj TV seriji Svita.
Caan trenutno glumi u CBS-ovoj TV seriji Hawaii Five-0 (remake Hawaiija Five-O) gdje glumi jednog od glavnih likova, detektiva Dannyja Williamsa. U 2011. godini nominiran je za nagradu Zlatni globus za najboljeg sporednog glumca - serija, miniserija ili TV film.

## Vanjske poveznice
- Scott Caan na IMDb-u